# Dorothy Lamour

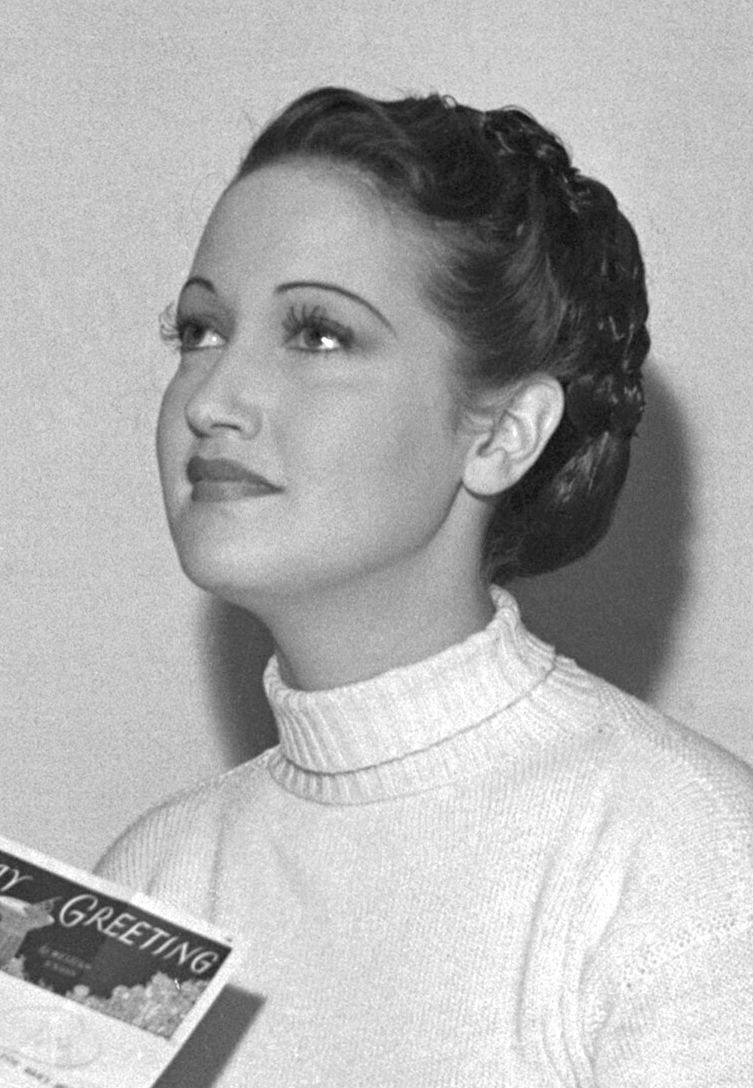
Dorothy Lamour (1938)

Dorothy Lamour (eigentlich Mary Leta Dorothy Slaton; * 10. Dezember 1914 in New Orleans, Louisiana; † 22. September 1996 in Los Angeles, Kalifornien) war eine US-amerikanische Schauspielerin, die im klassischen Hollywood-Kino regelmäßig exotische Frauenrollen spielte. Bekannt wurde sie unter anderem durch ihre Mitwirkung an den Road-to-Filmkomödien mit Bing Crosby und Bob Hope.

## Leben
Dorothy Lamour, die ausgebildete Stenotypistin war, gewann bei einem Schönheitswettbewerb 1931 den Titel einer „Miss New Orleans“ und ging anschließend nach Chicago, um dort Berufssängerin zu werden. Erste Aufmerksamkeit errang sie als Sängerin in der Band von Herbie Kay. 1935 erhielt sie eine eigene Musiksendung im Programm des Radiosenders NBC; daneben sang sie auch in der populären Radioshow von Rudy Vallée. Ihren Künstlernamen „Lamour“ wählte sie in Anlehnung an den Namen ihres Stiefvaters, Carlo Lambour.
Ihr Filmdebüt hatte Dorothy Lamour 1933 in Lloyd Bacons Musical Footlight Parade, einem Revuefilm, in dem sie neben James Cagney und Joan Blondell in einer winzigen Nebenrolle auftrat. 1936 unterschrieb sie einen Studiovertrag über sieben Jahre bei Paramount Pictures. Sie wurde im selben Jahr in Die Dschungel-Prinzessin als eine Art weiblicher Tarzan an der Seite von Ray Milland eingesetzt. Als Naturkind trug Lamour einen von Edith Head maßgeschneiderten extrem knappen Sarong, der ihrer Figur schmeichelte und soviel Kurven zeigte, wie der Zensor gerade noch erlaubte. Lamour wurde vom Studio deshalb auch als „Sarong Girl“ präsentiert.
In späteren Jahren spielte Lamour endlose Wiederholungen ihrer ersten großen Rolle. Ob sie nun als Ulah, Aloma, Tura oder Lona in Filmen wie Her Jungle Love, Tropic Holiday oder Beyond the Blue Horizon auftrat, Lamour strahlte bei ihren Badeszenen in den studioeigenen Lagunen stets gute Laune und eine Prise Selbstironie aus. 1937 wurde sie an Samuel Goldwyn für den Katastrophenfilm … dann kam der Orkan im Rahmen eines Loan-Out ausgeliehen, der sie wieder im Sarong präsentierte. In dem mit 1,8 Millionen Dollar aufwändig produzierten High, Wide, and Handsome, der 1937 Irene Dunne in einem Musical mit Originalscore von Jerome Kern und unter der Regie von Rouben Mamoulian als Zirkusprinzessin präsentierte, war Lamours exotische Ausstrahlung erneut gefragt. Neben Carole Lombard hatte sie im selben Jahr eine Nebenrolle in Swing High, Swing Low.
1940 drehte sie schließlich den Film, der sie zu einem Teil der amerikanischen Folklore machen sollte: Der Weg nach Singapur. Neben Bing Crosby und Bob Hope drehte Lamour insgesamt sechs Filme aus der Road-to-Reihe, in denen sie stets das Mädchen ist, um das sich Bing und Bob streiten. Während die beiden ihre witzigen Dialoge zum Besten geben (viele davon waren improvisiert, sogenannte ad-libs), stand Lamour dekorativ am Rande und durfte gelegentlich auch die eine oder andere Pointe abgeben. Die Filme waren eine Mischung aus Abenteuer, Slapstick und Insider-Witzen.

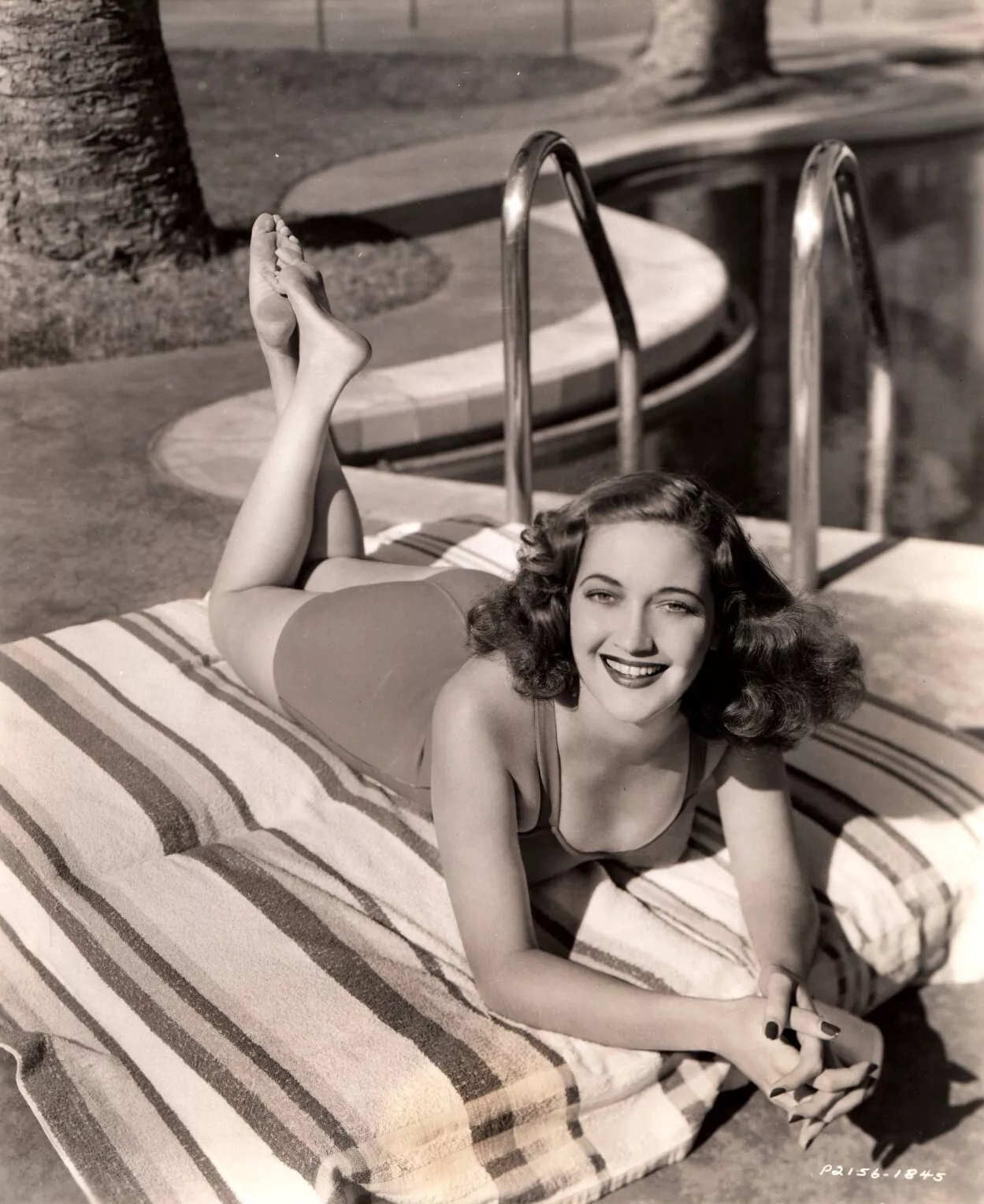
Dorothy Lamour (1940er-Jahre)

Lamour spielte ihre persönliche Lieblingsrolle 1940 neben Tyrone Power in Johnny Apollo, einem Drama um Gewalt und Liebe. Nur selten wurde Lamours Talent für Komödie so gut genutzt wie 1944 in Masquerade in Mexico, dem Remake des Claudette-Colbert-Films Midnight – Enthüllung um Mitternacht. Während des Zweiten Weltkrieges war Dorothy Lamour für amerikanische Soldaten – neben Betty Grable, Rita Hayworth, Jane Russell und Lana Turner – eines der beliebtesten Pin-up-Girls. Sie war auch einer der ersten Hollywood-Stars, der seine Popularität nutzte, um Werbung für den Verkauf von Kriegsanleihen zu machen.
Nach dem Krieg geriet Dorothy Lamours Filmkarriere ins Stocken. Das Studio versuchte, 1948 Lamour als Film-noir-Heldin neben Sterling Hayden in Vom FBI gejagt zu präsentieren, doch auch der Slogan „You’ve never seen a Lamour like this“ lockte die Zuschauer nicht ins Kino. Sie trat 1952 zum letzten Mal in einem Road-to-Film auf, diesmal ging es nach Bali, und zog sich danach ins Privatleben zurück.
Sie begann später eine neue Karriere als Nachtclub-Entertainerin; gelegentlich trat sie auch auf Schauspielbühnen auf. In den 1960er Jahren kehrte sie für einige Nebenrollen zum Film zurück, wandte sich daneben aber verstärkt dem seriösen Schauspiel zu. Am Ende des Jahrzehnts schloss sie sich für ein Jahr einem Ensemble an, das mit dem Musical Hello, Dolly! auf Tournee ging. In den 1970er Jahren trat Lamour erfolgreich in Dinnertheatern auf. 

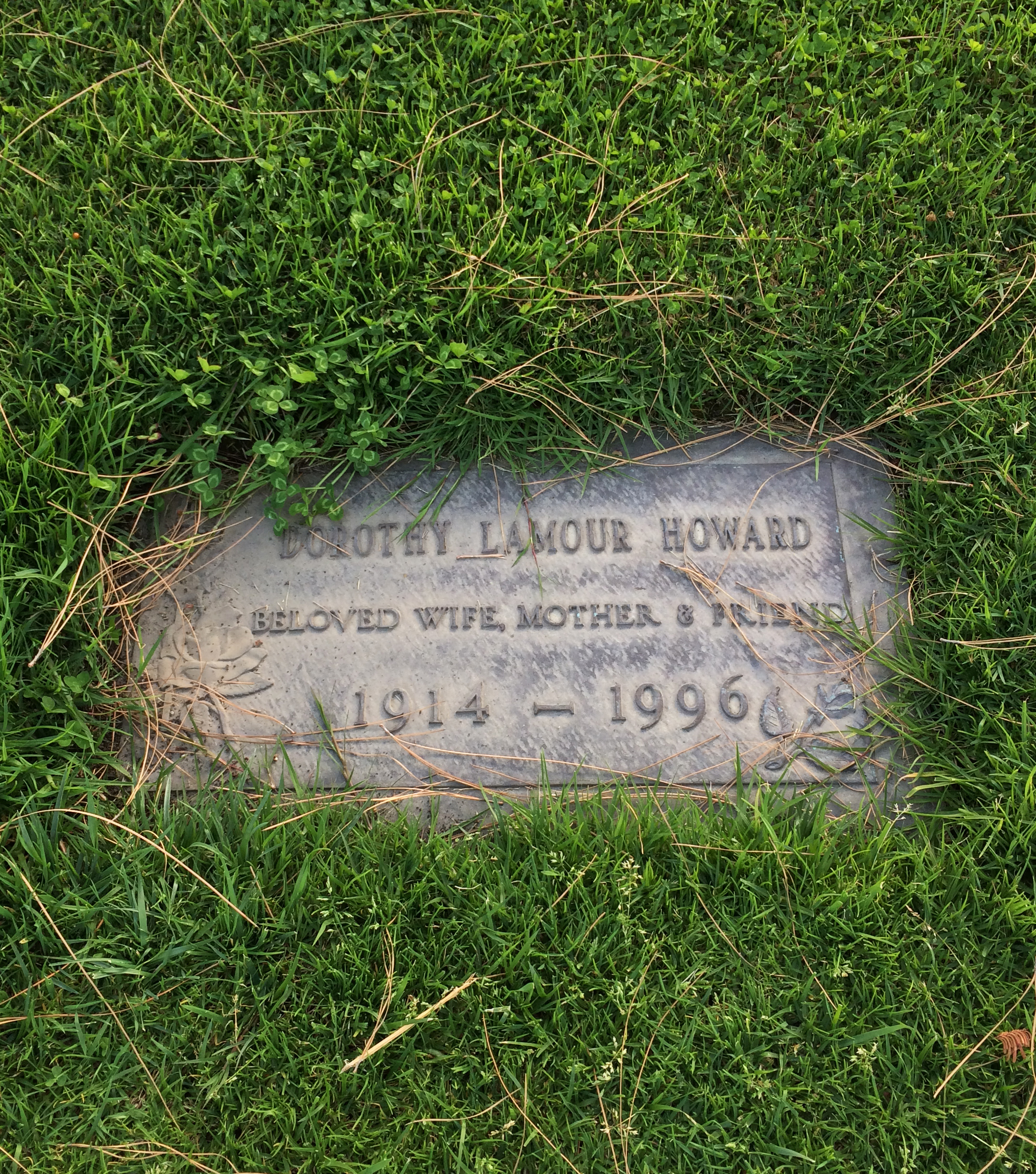
Lamours Grab im Forest Lawn Memorial Park in Hollywood Hills

1980 veröffentlichte sie ihre Autobiografie, die den Titel My Side of the Road trug, spielte erneut ihre Nachtclub-Nummer und trat in Schauspielen und im Fernsehen auf. In den 1990er Jahren arbeitete sie nur noch gelegentlich als Schauspielerin, blieb durch Talkshows und Interviews in den Medien jedoch weiterhin präsent. 1995 kam am Broadway Johnny Burkes Musical Swinging on the Star heraus; Lamour gehörte dem Produktionsstab als „special advisor“ („besondere Beraterin“) an. Burke hatte die Songs zu vielen Road-to-Filmen und die Musik zu And the Angels Sing (1944) geschrieben. Die Show lief am Broadway nur drei Monate, wurde jedoch für den Tony Award (beste Musik) nominiert. Auch Kathy Fitzgerald – die Schauspielerin, die in dem Stück Dorothy Lamour verkörperte – erhielt eine Nominierung.
Dorothy Lamour starb 1996 81-jährig in ihrem Haus in North Hollywood. Ihr Grab befindet sich im Forest Lawn Memorial Park in Hollywood Hills.
Lamour war von 1935 bis 1939 in erster Ehe mit dem Musiker Herbie Kaye (eigentlich Herbie Kaumyer) verheiratet; die Ehe endete mit einer Scheidung. 1943 heiratete sie den Geschäftsmann William Ross Howard III., mit dem sie einen gemeinsamen Sohn hatte.

## Auszeichnungen
Dorothy Lamour hat zwei Sterne auf dem Hollywood Walk of Fame, für ihre Leistungen im Film (6332 Hollywood Blvd.) und im Hörfunk (6240 Hollywood Blvd.). 1948 gewann sie einen Golden Apple Award als kooperativste Darstellerin. 1988 wurde sie für ihre Mitwirkung in der Horror-Komödie Creepshow 2 für den Saturn Award als beste Nebendarstellerin nominiert.

## Filmografie

### Kinofilme
- 1933: Footlight Parade
- 1936: College Holiday
- 1936: Die Dschungel-Prinzessin (The Jungle Princess)
- 1937: Swing High, Swing Low
- 1937: The Last Train from Madrid
- 1937: High, Wide and Handsome
- 1937: … dann kam der Orkan (The Hurricane)
- 1937: Thrill of a Lifetime
- 1938: The Big Broadcast of 1938
- 1938: Her Jungle Love
- 1938: Tropic Holiday
- 1938: Piraten in Alaska (Spawn of the North)
- 1939: St. Louis Blues
- 1939: Man About Town
- 1939: Disputed Passage
- 1940: Der Weg nach Singapur (Road to Singapore)
- 1940: Johnny Apollo
- 1940: Die Hölle der Südsee (Typhoon)
- 1940: Moon Over Burma
- 1940: Der Tod des alten Zirkuslöwen (Chad Hanna)
- 1941: Der Weg nach Sansibar (Road to Zanzibar)
- 1941: Caught in the Draft
- 1941: Aloma, die Tochter der Südsee (Aloma of the South Seas)
- 1942: The Fleet’s In
- 1942: Mabok, der Schrecken des Dschungels (Beyond the Blue Horizon)
- 1942: Der Weg nach Marokko (Road to Morocco)
- 1942: Star Spangled Rhythm
- 1943: They Got Me Covered
- 1943: Dixie
- 1943: Riding High
- 1944: And the Angels Sing
- 1944: Rainbow Island
- 1945: A Medal for Benny
- 1945: Masquerade in Mexico
- 1945: Duffy’s Tavern
- 1946: Der Weg nach Utopia (Road to Utopia)
- 1947: Detektiv mit kleinen Fehlern (My Favorite Brunette)
- 1947: Rauhe Ernte (Wild Harvest)
- 1947: Der Weg nach Rio (Road to Rio)
- 1947: Mädchen für Hollywood (Variety Girl) (Cameo)
- 1948: On Our Merry Way
- 1948: Lulu Belle
- 1948: The Girl from Manhattan
- 1949: The Lucky Stiff
- 1949: Leicht französisch (Slightly French)
- 1949: Vom FBI gejagt (Manhandled)
- 1951: Hochzeitsparade (Here Comes the Groom)
- 1952: Die größte Schau der Welt (The Greatest Show on Earth)
- 1952: Der Weg nach Bali (Road to Bali)
- 1962: Der Weg nach Hongkong (The Road to Hong Kong)
- 1963: Die Hafenkneipe von Tahiti (Donovan’s Reef)
- 1964: Pyjama-Party (Pajama Party)
- 1970: The Phynx
- 1976: Won Ton Ton – der Hund, der Hollywood rettete (Won Ton Ton, the Dog Who Saved Hollywood)
- 1987: Creepshow 2

### Fernsehauftritte
- 1952: Hollywood Opening Night (eine Folge)
- 1952: The Colgate Comedy Hour
- 1953/54: Toast of the Town
- 1954: A Star Is Born World Premiere
- 1955: Damon Runyon Theater (eine Folge)
- 1955/58: What’s My Line?
- 1957: The Steve Allen Show
- 1963: To Tell the Truth
- 1964: The Celebrity Game
- 1964: Amos Burke (Burke’s Law, zwei Folgen)
- 1966: The Hollywood Palace
- 1967: Tennisschläger und Kanonen (I Spy, eine Folge)
- 1967: Dateline: Hollywood
- 1968: The Joey Bishop Show
- 1969: The Name of the Game (eine Folge)
- 1970: Wo die Liebe hinfällt (Love, American Style, eine Folge)
- 1971: Dr. med. Marcus Welby (Marcus Welby, M.D., eine Folge)
- 1976: Death at Love House
- 1978: Happy Birthday, Bob
- 1980: Love Boat (The Love Boat, eine Folge)
- 1984: Hart aber herzlich (Hart to Hart, eine Folge)
- 1984: Remington Steele (eine Folge)
- 1986: Die Fälle des Harry Fox (Crazy Like a Fox, eine Folge)
- 1987: Happy 100th Birthday Hollywood
- 1987: Mord ist ihr Hobby (Murder, She Wrote, eine Folge)

## Autobiografie
- Dorothy Lamour, Dick McInnes: My Side of the Road. Prentice-Hall, 1980.